# Black Diamond (Washington)
Black Diamond é uma cidade localizada no estado norte-americano de Washington, no Condado de King.

## Demografia
Segundo o censo norte-americano de 2000, a sua população era de 3970 habitantes. 
Em 2006, foi estimada uma população de 3951, um decréscimo de 19 (-0.5%).

## Geografia
De acordo com o United States Census Bureau tem uma área de 15,2 km², dos quais 13,9 km² cobertos por terra e 1,3 km² cobertos por água. Black Diamond localiza-se a aproximadamente 199 m acima do nível do mar.

## Localidades na vizinhança
O diagrama seguinte representa as localidades num raio de 12 km ao redor de Black Diamond. 